# Didáctica

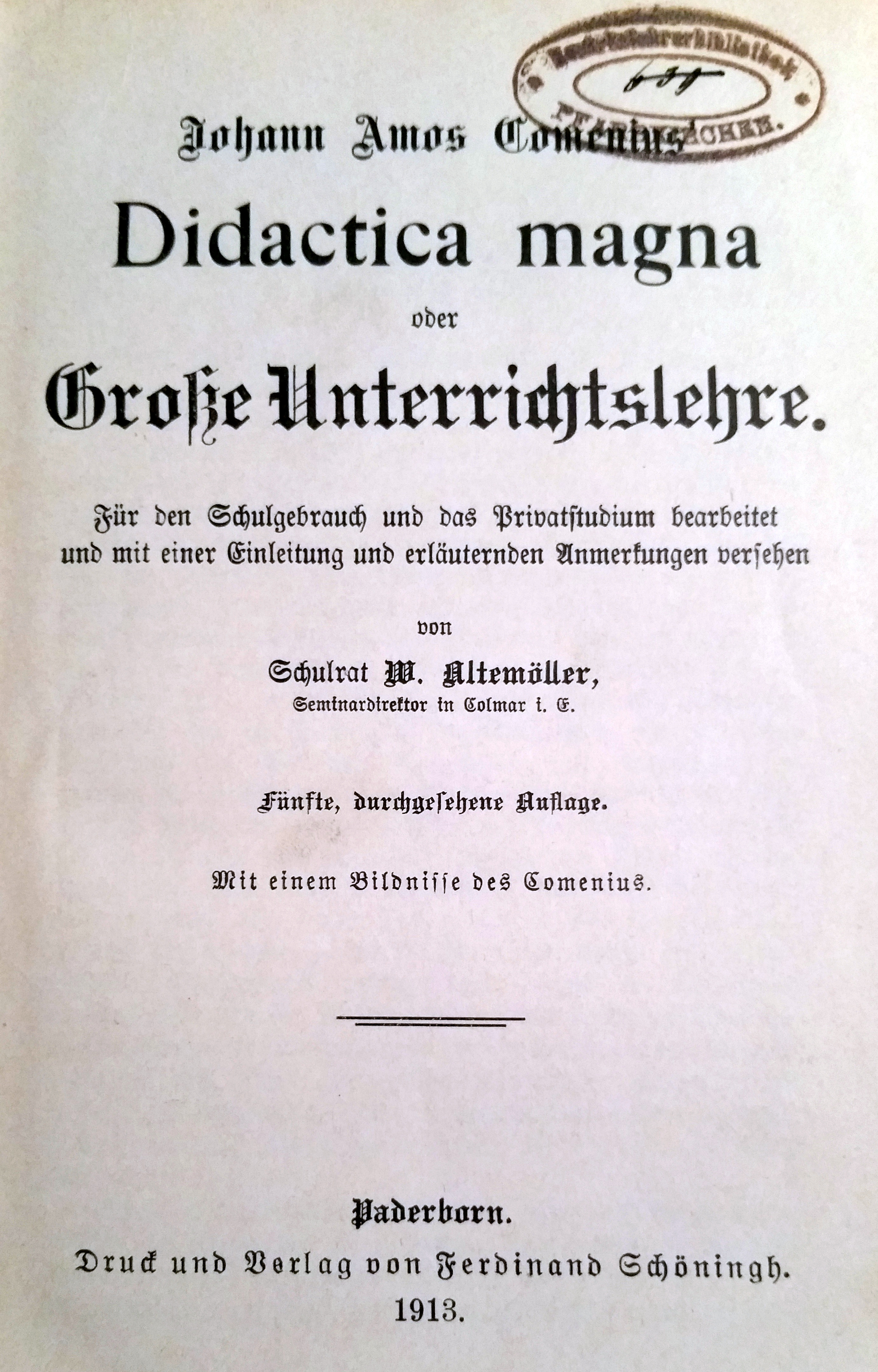
Didáctica Magna, obra de Comenio.

La didáctica es una rama de la pedagogía orientada al estudio sistemático de los métodos, técnicas, principios y estrategias que rigen los procesos de enseñanza y aprendizaje. Su objetivo principal es optimizar la transmisión de conocimientos, habilidades, actitudes y valores.
Etimológicamente, el término proviene del griego antiguo didáskein (διδάσκειν), que significa «enseñar» o «instruir». El uso del concepto con sentido disciplinar se remonta a 1629, cuando el pedagogo alemán Wolfgang Ratke lo empleó en su obra Aphorismi Didactici Praecipui («Principales aforismos didácticos»), escrita en latín.
Posteriormente, el teólogo y educador checo Juan Amós Comenio consolidó el concepto en su obra Didáctica Magna, donde definió la didáctica como «el artificio universal para enseñarlo todo a todos, con solidez, no superficialmente, no con meras palabras, sino guiando al discípulo hacia conocimientos verdaderos y a costumbres virtuosas».

## Distinción entre didáctica y pedagogía
En general se considera a la Didáctica como una rama de la Pedagogía; sin embargo a lo largo de la historia los límites, que al principio se centraron en las características técnicas y prácticas de la primera frente al enfoque teórico de la segunda, se fueron transformando al cobrar mayor relevancia la parte teórica de la didáctica.
En la primera mitad del siglo XX, Herbart (1935) se refirió a la Didáctica como el resultado del estudio científico o de la combinación entre la enseñanza y la instrucción, de tal suerte que consideró a la primera como la vía para lograr lo instructivo y a la segunda como medio de concreción de la educación. Por su parte Aebli (1958) afirmó que la Didáctica es una ciencia auxiliar y aplicada de la Pedagogía para la realización de tareas educativas, que tienen como finalidad deducir el conocimiento psicológico de los procesos de formación intelectual y revelar las técnicas metodológicas más adecuadas para el desarrollo de tal proceso. Desde este punto de vista no se establecen límites entre Pedagogía, Didáctica y metodología; son lo mismo. Sin embargo Gottler (1962) refirió que la Didáctica es una teoría cuyo centro de atención es la instrucción educativa, es decir que la conceptualiza como ciencia, pero con un carácter especulativo. Sin embargo Alves (1962) coincidió con Aebil en tanto que consideró a la Didáctica como una disciplina pedagógica de carácter práctico y normativo, un conjunto sistémico de principios, normas, recursos y procedimientos específicos que sirven para aprender los contenidos en estrecha vinculación con los objetivos educativos propuestos. Buyse (1964) abonó a este enfoque, pues afirmó que la Didáctica es la rama de la Pedagogía encargada de establecer las regulaciones para el desarrollo de la práctica docente. En palabras de Stocker (1964) "La didáctica general plantea las cuestiones generales de toda la enseñanza comunes a todas las materias, intenta exponer los principios o postulados que en todas las asignaturas se presentan y que ha de ser objeto de consideraciones fundamentales", es decir que su concepción está ligada directamente con la Educación Formal. Tomachewski (1967) sumó a la postura técnica al manifestar que la Didáctica es la teoría general de la enseñanza y que se centra por tanto en el conjunto de principios y técnicas que tiene un carácter general en tanto son aplicables a todas las disciplinas de este proceso. Pacios (1982) reafirma a la Didáctica como ciencia especulativa y tecnológica igual que Pérez (1982).
Para Benedito (1987) la Didáctica está en camino de ser ciencia y tecnología a la vez, pues se construye desde la teoría y la práctica en ambientes organizados de relación y comunicación intencional, donde se desarrollan procesos de enseñanza y aprendizaje para la formación del alumno. Rosales (1988) alega que es la ciencia del proceso de enseñanza sistemática, en cuanto optimizadora del aprendizaje y Contreras (1990) la ve como la disciplina que explica los procesos de enseñanza-aprendizaje para proponer su realización, consecuente con las finalidades educativas. 
Díaz Barriga menciona que los nuevos procesos en la construcción del conocimiento y en el aprendizaje están generando una nueva didáctica, es decir, "un movimiento en desarrollo, con distintas vertientes, que busca no excluir el sentido del saber, del trabajo docente, a la vez que recupera la importancia del trabajo, el deseo y la construcción de un proyecto personal por parte del alumno; define a la Didáctica como una disciplina teórica, histórica y política. Es por un lado una disciplina que tiene como objeto orientar las prácticas, mientras que por otro puede ser pensada como un campo teórico en sí mismo, ya que habilita y formula preguntas sobre la validez de las intervenciones que propone. En tanto responde a concepciones sobre la educación, la sociedad, el sujeto, el saber y la ciencia; es histórica, ya que sus propuestas responden a momentos históricos específicos y es política porque su propuesta se encuentra enmarcada en un proyecto social. Por ello se dice que la didáctica es la encargada de articular la teoría con la práctica de la enseñanza.
Sacristán (1989) ofreció un nuevo punto de vista "La Didáctica, como disciplina científica a la que corresponde el guiar a la enseñanza, tiene un componente normativo y otro prescriptivo (...) es ciencia, arte y praxis". Vasco (1990) revela un criterio desde cuya óptica considera a "la Didáctica no como la práctica misma del enseñar, sino como el sector más o menos bien limitado del saber pedagógico que se ocupa explícitamente de la enseñanza". Carvajal (1990) escribió que la Didáctica "Es la ciencia de la educación que estudia e interviene en el proceso de enseñanza-aprendizaje con el fin de conseguir la formación intelectual del educando, (...) es parte de la pedagogía que se interesa por el saber, se dedica a la formación dentro de un contexto determinado por medio de la adquisición de conocimientos teóricos y prácticos, contribuye al proceso de enseñanza aprendizaje, a través del desarrollo de instrumentos teóricos-prácticos, que sirvan para la investigación, formación y desarrollo integral del estudiante". De la Torre (1993) definió a la Didáctica como una disciplina pedagógica cuyo centro gira alrededor de los procesos de formación en contextos deliberadamente organizados. Álvarez (1993) no duda en reconocer la condición de ciencia de la Didáctica y enmarca su evolución dentro de la búsqueda de las soluciones de los problemas contemplados en el proceso docente-educativo de las instituciones educacionales, cuya función es preparar al ser humano para los retos de la vida de manera sistémica y eficiente. Para este autor la Didáctica "(...) es una ciencia social, humanística y sus leyes tienen una naturaleza dialéctica. Camilloni (1994) desde su posición teórica asegura que la Didáctica es la teoría de la enseñanza, heredera y deudora de muchas otras disciplinas, que al ocuparse de la enseñanza se constituye en oferente y dadora de teorías en el campo de la acción social y del conocimiento. En estas tres definiciones salta a la vista la identificación de la Didáctica con uno de los componentes esenciales de su núcleo sistémico; la enseñanza. Para Álvarez (1997), también la Didáctica es una ciencia, en construcción, que se nutre de la realidad educativa sometida, a su vez, al análisis y a la reflexión de educadores y educandos. La autora defiende en su propuesta la relación estrecha de la Didáctica y la Pedagogía y asegura que se alimenta de la reflexión colectiva, del análisis y la observación de la compleja realidad educativa y para su desarrollo aplica métodos y técnicas, propios de la investigación que la enriquecen y contribuyen a su crecimiento teórico-práctico. Por su parte, Edith Liwin agrega a estos debates  anteriormente planteados que para problematizar lo que es el conocimiento en el aula es necesario considerar dos dimensiones clásicas e indisociables de la agenda de la didáctica: los contenidos y el método.
Métodos didácticos
- Método expositivo. Presentar un tema a través del lenguaje oral, con un apoyo visual.
- Método socrático. ...
- Storytelling. ...
- Método del caso. ...
- Learning by doing. ...
- Aprendizaje Basado en Proyectos (ABP). ...
- Aprendizaje-servicio. ...
- Aprendizaje basado en problemas.

Como podemos observar la Didáctica es una respuesta a la necesidad de encontrar un equilibrio que armonice la relación entre las maneras de enseñar de los educadores y el aprendizaje de sus discípulos; una contradicción todavía por resolver. Son muchos los autores que se han referido al tema en cuestión.

## Acción didáctica
| Didáctica          | Didáctica                        | Sujeto / Actor                                                     |
| del maestro        | del alumno                       | Sujeto / Actor                                                     |
| ------------------ | -------------------------------- | ------------------------------------------------------------------ |
| ¿Quién enseña?     | ¿Quién dirige el aprendizaje?    | Docente                                                            |
| ¿A quién enseña?   | ¿Quién aprende?                  | Estudiante                                                         |
| ¿Cómo enseñar?     | ¿Cómo orientar el aprendizaje?   | acervo cultural                                                    |
| ¿Cuándo enseñar?   | ¿Cuándo orientar el aprendizaje? | Fase evolutiva del alumno                                          |
| ¿Qué enseñar?      | ¿Qué aprender?                   | Contenido, disciplina o área de conocimientos.                     |
| ¿Para qué enseñar? | ¿Para qué aprender?              | Objetivos                                                          |
| ¿Dónde enseñar?    | ¿Dónde aprender?                 | En la escuela o en cualquier otro local que se revele más adecuado |

## Concepto
La didáctica es una disciplina del campo pedagógico de carácter teórico-práctico, cuyo objeto de estudio son los procesos de enseñanza, cuya finalidad es la formación integral del estudiante a través del pasaje de un acervo cultural que podrá ser re-creado por este. 
La literatura disponible ofrece un variado y numeroso volumen de definiciones de la Didáctica. En la edición Nro 23 de 2014 del Diccionario de la Lengua Española, obra lexicográfica de la Academia, se conceptualiza a la Didáctica como "Perteneciente o relativo a la Didáctica o la enseñanza. Propio, adecuado o con buenas condiciones para enseñar o instruir. Un método, un profesor muy didáctico. Que tiene como finalidad fundamental enseñar o instruir. Género didáctico. Arte de enseñar".
La Didáctica actual es ese campo de conocimientos, de investigaciones, de propuestas teóricas y prácticas que se centran, sobre todo, en los procesos de enseñanza y aprendizaje" (Addine et al., 1998). Díaz (1999) explica que la Didáctica pude definirse como la ciencia que explica y aplica lo relacionado con la enseñanza como la tarea intencional y sistemática y como la estrategia expedita para lograr la formación del hombre. Gervilla (2000) la concibe como la ciencia de la educación que estudia todo lo relacionado con la enseñanza: diseño de las mejores condiciones, ambiente, clima, para conseguir un aprendizaje excepcional y el desarrollo completo del alumno. Sevillano (2004) la considera como la ciencia teórico-normativa que guía intencionalmente el proceso optimizador de enseñanza-aprendizaje, en un contexto determinado e interactivo y posibilita la aprehensión de la cultura con el fin de conseguir el desarrollo integral del estudiante. Zabalza (2007) retoma el análisis de la enseñanza y el aprendizaje como proceso asociado a la Didáctica y la define como ese campo de conocimientos, de investigaciones, de propuestas teóricas y prácticas que se centran en los procesos de enseñanza y aprendizaje: cómo estudiarlos, cómo llevarlos a la práctica en buenas condiciones y cómo mejorar todo el proceso. Pla, R (2010) establece una relación entre la Pedagogía y la Didáctica, manifestó que "La Didáctica es una rama de la Pedagogía, que adquiere el carácter de ciencia en la medida que estudia un nivel cualitativo de organización del proceso educativo que posee peculiaridades, que tienen que ver con las relaciones internas que se producen entre el educador y el alumno mediados por los componentes: objetivos, contenidos, métodos, formas, medios, evaluación desde un objeto preciso del conocimiento.

## Ámbito
La didáctica se puede entender como pura técnica o ciencia aplicada y como teoría o ciencia básica de la instrucción, educación o formación. Los diferentes modelos didácticos pueden ser teóricos (descriptivos, explicativos, predictivos) o tecnológicos (prescriptivos, normativos).
La historia de la educación muestra la enorme variedad de modelos didácticos que han existido. La mayoría de los modelos tradicionales se centraban en el profesorado y en los contenidos (modelo proceso-producto). Los aspectos metodológicos, el contexto y, especialmente, el alumnado, quedaban en un segundo plano.
Como respuesta al verbalismo y al abuso de la memorización típica de los modelos tradicionales, los modelos activos (característicos de la escuela nueva) buscan la comprensión y la creatividad, mediante el descubrimiento y la experimentación. Estos modelos suelen tener un planteamiento más científico y democrático y pretenden desarrollar las capacidades de autoformación (modelo mediacional).
Actualmente, la aplicación de las ciencias cognitivas a la didáctica ha permitido que los nuevos modelos sean más flexibles y abiertos, mostrando la enorme complejidad y el dinamismo de los procesos de enseñanza-aprendizaje (modelo ecológico).

## División de la didáctica
Según Juan Amos Comenius, en su "Didáctica magna", esta se divide en tres formas:   
- Matética: Que se refiere a quien aprende. La didáctica debe tener claro hacia quien va dirigido el aprendizaje y con base en que necesidades se ejecutará.

- Sistemática: Se refiere a los objetivos de aprendizaje y a las materias por cursar. De modo que la didáctica sirve como conducto para cumplir dichos objetivos.

- Metódica: Es el momento en el que se ejecuta la didáctica. El docente cumple una labor muy importante en esta división, pues deberá ser actor por naturaleza, usar un nivel de voz adecuado, etcétera.[31]

## Clasificación
La didáctica específicamente se ocupa del análisis multireferencial de las situaciones de enseñanza concretas y de las formas de operar en ellas. En este sentido, cabe distinguir:
- Didáctica general, que se centra en definir formas sistemáticas de enseñanza; mediando entre los objetivos sociales de la escolaridad y las capacidades de los alumnos.[33]
- Didáctica específica, que se enfoca en las normas y métodos aplicables para el aprendizaje de una materia en específico.
- Didáctica diferencial, que tiene en cuenta la evolución y características del individuo, de manera que se personalice la enseñanza de acuerdo a ello.

Con respecto a la didáctica específica, Alicia Camilloni enumera algunos criterios de diferenciación de las regiones particulares del mundo de la enseñanza de la siguiente manera:
1. Didácticas específicas según los distintos niveles del sistema educativo.
2. Didácticas específicas según las edades de los alumnos.
3. Didácticas específicas de las disciplinas.
4. Didácticas específicas según el tipo de institución.
5. Didácticas específicas según las características del sujeto.[34]

Dentro la didáctica especial o específica se ubica a la Didáctica tecnológica, ya que con la incorporación de distintas tecnologías en educación, fue necesario pensar en estrategias de enseñanza y formas de uso adecuado que posibiliten mejores vínculos con el conocimiento. A partir de la década del 90 y con el aporte de diferentes teorías (lingüísticas, culturales y cognitivas) el acercamiento de la tecnología educativa y la didáctica fue mayor. Por ello, el campo de la didáctica tecnológica se conformó como un cuerpo de conocimientos referidos a las nuevas prácticas de enseñanza. Pero este cuerpo teórico necesitó y necesita constantemente incorporar trabajos empíricos, analizados a la luz de los debates teóricos y con prácticas referidas a la tarea de enseñanza (Litwin Edith; Tecnologías educativas en tiempos de Internet; 1995; Amorrortu Editores).
Dentro de las didácticas específicas, la didáctica de las Ciencias Sociales constituye un área de conocimiento emergente, que se incluye en el campo más amplio de las Ciencias de la Educación. En palabras de Pagés (1993: 128):  “La Didáctica de las Ciencias Sociales tiene un conocimiento específico propio que emana de una práctica -la de enseñar a enseñar al profesorado de Geografía, Historia y Ciencias Sociales-."
La didáctica de la matemática o matemática educativa estudia las actividades didácticas, o sea las actividades que tienen por objeto la enseñanza, en lo que ellas tienen de específico de la matemática. El intenso proceso de culturización científica de los últimos tiempos ha producido efectos que hacen necesarias modificaciones educativas adecuadas a los mismos, con el consiguiente avance en esta disciplina.
Una de las principales característica de la educación corporativa, que la distingue de la educación tradicional, es la posibilidad de adoptar una didáctica diferencial. Las características del público discente pueden ser conocidas al detalle.
Una situación de enseñanza puede ser observada a través de las relaciones que se «juegan» entre tres polos: maestro, alumno, saber, porque se analiza:
- La distribución de los roles de cada uno.
- El proyecto de cada uno.
- Las reglas de juego: qué está permitido, qué es lo que realmente se demanda, qué se espera, qué hay que hacer o decir para demostrar que se sabe.

### Modelos
Muy esquemáticamente se describen tres modelos de referencia:
- El modelo llamado «normativo», «reproductivo» o «pasivo» (centrado en el contenido). Donde la enseñanza consiste en transmitir un saber a los alumnos. Por lo que, la pedagogía es, entonces, el arte de comunicar, de «hacer pasar un saber».
  - El maestro muestra las nociones, las introduce, provee los ejemplos.
  - El alumno, en primer lugar, aprende, escucha, debe estar atento; luego imita, se entrena, se ejercita y al final, aplica.
  - El saber ya está acabado, ya está construido.
- El modelo llamado «incitativo» o «germinal» (centrado en el alumno).
  - El maestro escucha al alumno, suscita su curiosidad, le ayuda a utilizar fuentes de información, responde a sus demandas, busca una mejor motivación (medios centros de interés de Decroly, cálculo vivo de Freinet).
  - El alumno busca, organiza, luego estudia, aprende (a menudo de manera próxima a lo que es la enseñanza programada).
  - El saber está ligado a las necesidades de la vida, del entorno (la estructura propia de ese saber pasa a un segundo plano).
- El modelo llamado «aproximativo» o «constructivo» (centrado en la construcción del saber por el alumno). Se propone partir de modelos, de concepciones existentes en el alumno y ponerlas a prueba para mejorarlas, modificarlas, o construir unas nuevas.
  - El maestro propone y organiza una serie de situaciones con distintos obstáculos (variables didácticas dentro de estas situaciones), organiza las diferentes fases (acción, formulación, validación, institucionalización), organiza la comunicación de la clase, propone en el momento adecuado los elementos convencionales del saber (notaciones, terminología).
  - El alumno ensaya, busca, propone soluciones, las confronta con las de sus compañeros, las defiende o las discute.
  - El saber es considerado en lógica propia.

## Componentes
Hay seis componentes importantes que conforman el acto didáctico:
- El docente o profesor(a)/maestro(a): Persona que promueve y orienta el aprendizaje,
- El discente o estudiante: Persona a quien se dirige la enseñanza.
- Los objetivos de aprendizaje: Metas educativas que reflejan los logros de aprendizaje que se esperan en los discentes.
- Materia: Contenidos que han de ser enseñados y aprendidos. Formalmente están plasmados en el currículo.
- Los métodos de enseñanza: Procedimientos seguidos para promover el aprendizaje. Responden a la pregunta de cómo enseñar.[37]
- El contexto del aprendizaje: Escenario donde se lleva a cabo el proceso enseñanza-aprendizaje; incluye el entorno social, cultural y geográfico.[38]

El currículo escolar es un sistema de vertebración institucional de los procesos de enseñanza y aprendizaje, y tiene fundamentalmente cuatro elementos constitutivos: objetivos, contenidos, metodología y evaluación. Aunque hay países que, en su sistema educativo, el elemento «contenido» lo llegan a derivar en tres, como lo son los contenidos declarativos, actitudinales y los procedimentales. Es importante tener en cuenta el denominado currículum oculto que, de forma inconsciente, influye de forma poderosa en cuáles son los auténticos contenidos y objetivos en los que se forma el alumnado. Por ejemplo, un docente tiene que conocer el CNB (Currículum Nacional Base) de su país (porque no todos tenemos las mismas necesidades) para trabajar de una manera eficiente de acuerdo a lo que localmente se necesite.

## Momentos didácticos
El proceso de enseñanza se constituye por tres momentos que se van dando de manera cíclica, por lo que en su conjunto también se les denomina como ciclo docente. Los momentos didácticos son: planeamiento, implementación y evaluación.
El planeamiento didáctico es el momento en el que se prevén todos los elementos necesarios para implementar un programa educativo. Entre esos elementos se pueden mencionar los objetivos, contenidos, estrategias, recursos didácticos, tiempos, entre otros.
La implementación es la parte del proceso en el que se pone en marcha el programa educativo, es decir, se imparte con los alumnos. Aquí se implementa la planificación realizada, pero haciendo los ajustes pertinentes para orientar el aprendizaje, de acuerdo a las necesidades de los alumnos y demás condiciones que resultaron distintas a lo previsto.
La evaluación es un momento didáctico en el que se valora el alcance de los objetivos de aprendizaje, aunque tiene una relevancia determinante al final del proceso, es indispensable que se efectúe de manera simultánea a la implementación, con la finalidad de responder a las necesidades de aprendizaje de los alumnos a lo largo del proceso.